# Dramatique radio

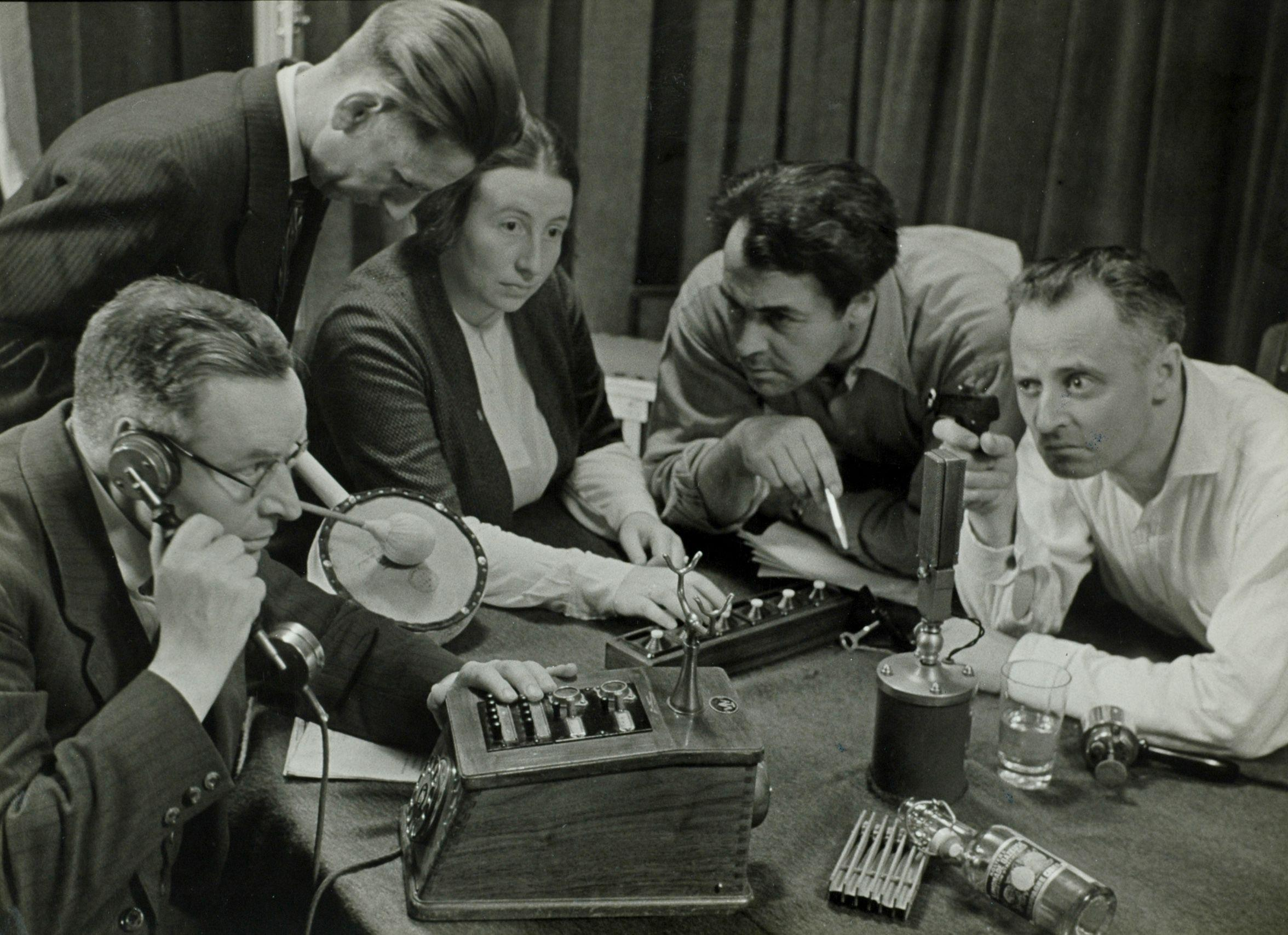
Enregistrement d'un feuilleton radiophonique aux Pays-Bas en 1949.

La dramatique radio ou la dramatique sonore est une forme d'expression radiophonique (et/ou sonore) distincte du théâtre radiophonique puisqu'elle peut avoir recours à des aspects de la création radiophonique impossible à reproduire sur une scène.
Le terme se substitue à celui de théâtre radiophonique au début des années 1950.
Le mixage de la bande son, par exemple le détimbrage (effet de spatialisation sonore obtenue par filtrage des aigus) mais aussi l'ellipse et le montage parallèle, éléments du langage cinématographique, peuvent être employés dans les dramatiques radio, qu'elles soient sérielles, feuilletonesques ou, dans le cas de la dramatique radio proprement dite, en équivalence du long métrage.

## Histoire et évolution du format
Les années 1923-1924 voient l'apparition simultanée en Allemagne, aux États-Unis, en Grande-Bretagne et en France des premières pièces radiophoniques. La BBC lance A Comedy of Danger signée Richard Hughes, la Berliner Rundfunk-Sendestelle lance un Hörspiel, intitulé Spiele, et Radio-Paris diffuse Mare-Moto, signée Gabriel Germinet et Pierre Cusy, pays où les expressions « dramatique radiophonique » et « radio-drame » furent initialement utilisées.
Un exemple célèbre de dramatique radio est La Guerre des mondes d'Orson Welles diffusée en 1938 sur CBS. Y alternent des passages musicaux, des pseudo-interviews, des silences, des effets sonores. La tension dramatique est due au détournement des codes radiophoniques comme les jingles et les annonces de speaker.
En janvier 1951, le feuilleton radiophonique The Archers est diffusé sur la BBC, toujours en cours à ce jour, accumulant plus de 20 000 épisodes.
Dans les années 1990, la dramatique radio n'est plus audible en France que sur France Culture,.

## Évolution après l'an 2000
Dans les années 2000, l'essor d'internet et de la baladodiffusion font renaitre le genre. Le Donjon de Naheulbeuk est une saga MP3 typique de ce renouveau. C'est aussi avec l'essor d'internet que France Culture s'étonne du succès des fictions audio et augmente la production de fictions audio après de nombreuses décennies de baisse. En 2008 est créé le grand prix de la fiction radio de la SGDL. En 2017, France culture crée le Fonds de podcasts natifs de fiction dont plusieurs créations en « son 3D » dépassent le million de téléchargements. La fiction audio devient aussi un enjeu pour les plateformes de streaming audio.

## Genres et différenciation
La dramatique radio se distingue du théâtre radiophonique puisqu'elle peut avoir recours à des aspects de la création radiophonique impossible à reproduire sur une scène. La dramatique radio à plusieurs locuteurs alors qu'un livre audio n'a qu'un locuteur. La dramatique radio se distingue des films car il n'y a aucun aspect visuel.
L'amateurisme des auteurs de sagas mp3 différencie les sagas mp3 des drames radio.
La dramatique radio peut prendre la forme d'une série radiophonique, d'une radio-scénie, d'un feuilleton radiophonique, d'un format court ou long.

## Réalisation
La réalisation des fictions audio fait appel à divers procédés littéraires ou technologiques comme :
- Le « son 3D » par son binaural ou par détimbrage ;
- Le mixage de la bande son ;
- l'échantillonnage ;
- le montage parallèle ;
- l'ellipse.

## Les drames audio dans le monde

### En Allemagne: leHörspiel
Hörspiel signifie pièce radiophonique en allemand. Il connaît un essor plus important en Allemagne qu'en France. Le nombre de prix existants permet d'en donner un aperçu : pas moins de 33 prix uniquement en Allemagne.
La musique y tient une place importante : des compositeurs sont très souvent sollicités pour composer la musique. Parfois, comme Ulrike Haage, les compositeurs deviennent aussi producteurs, c'est-à-dire qu'ils dirigent les comédiens, musiciens, chanteurs et qu'ils font le montage audio.

### Au Japon
Au Japon, la dramatique radiophonique se consomme sous forme de CD (drama CD), qui adapte des mangas, des jeux vidéo, des animes, etc. L'éditeur japonais Shūeisha produit également des « Vomics », combinaison entre les cases d'un manga et la voix de doubleurs.